# واکریا
واکریا (به اسپانیایی: Vaquería) یک منطقهٔ مسکونی در پاراگوئه است که در Caaguazú Department واقع شده‌است.

## خصوصیات
واکریا ۳ ۱۵۳ نفر جمعیت دارد.